# Marbache
Marbache ist eine französische Gemeinde im Département Meurthe-et-Moselle in der Region Grand Est. Sie gehört zum Arrondissement Nancy und zum Gemeindeverband Bassin de Pompey.

## Geografie

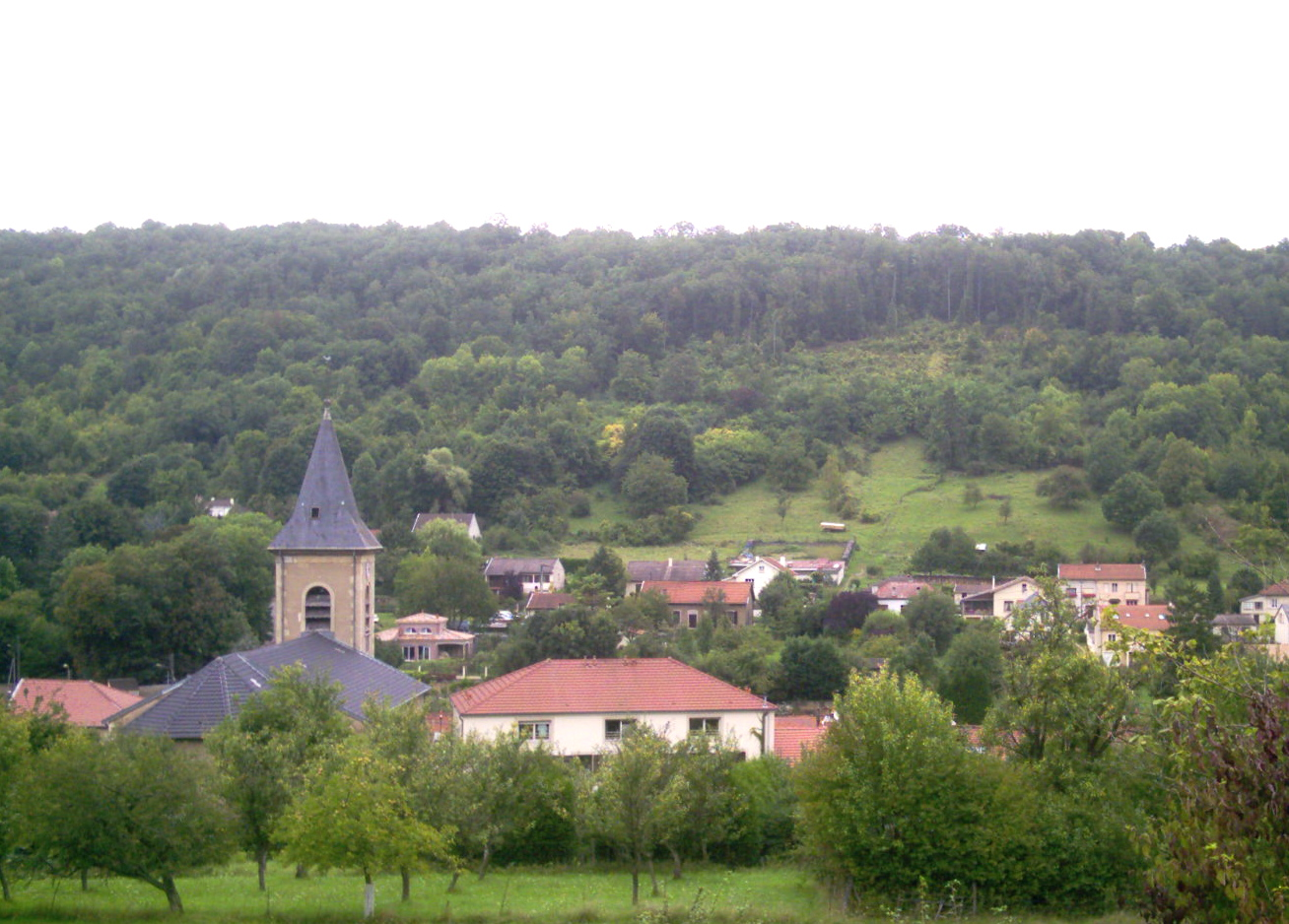
Blick auf Marbache

Die 1671 Einwohner (Stand 1. Januar 2022) zählende Gemeinde Marbache liegt am linken Ufer der Mosel, etwa auf halbem Weg zwischen den Städten Nancy und Pont-à-Mousson. An der linken (westlichen) Seite des Moseltales erhebt sich mit einer über 100 Meter hohen Steilstufe, die im Bereich Marbache besonders ausgeprägt ist, der langgestreckte Höhenzug Côtes de Moselle. Oberhalb der Stufe erstreckt sich ein Plateau, das im Norden zum Eschtal und im Südwesten zum Terrouintal abfällt. An den Hängen und auf den Höhen der Gemeinde, die bis auf die bewohnten Bereiche zum Regionalen Naturpark Lothringen gehört, breiten sich Wälder aus (Forêt entre 2 Chemins, Forêt de l’Avantgarde), die 80 % des Gemeindegebietes bedecken. Die Forste waren früher Teil des viel größeren Waldgebietes Forêt de Haye, dessen Kern heute die Stadt Nancy halbkreisförmig umschließt.
Die Siedlung selbst erstreckt sich entlang zweier Achsen: der alte Dorfkern in einem nach Westen öffnenden, quer zur Mosel liegenden Seitental mit dichter Bebauung sowie im schmalen linken Uferbereich der Mosel. Das enge Moseltal teilen sich parallel zum Fluss verlaufende Verkehrswege (Bahn, Straße) und am Uferhang stehende Wohnhäuser.
Im Nordosten der Gemeinde überquert die Autobahn A31 die Mosel, um eine Flussschlinge abzukürzen – eine von zwei Moselbrücken der Autobahn zwischen Metz und Nancy.
Nachbargemeinden von Marbache sind Belleville im Norden, Millery im Nordosten, Custines im Osten, Pompey im Süden, Liverdun im Südwesten sowie Saizerais im Westen.

## Geschichte
Die Herkunft des Namens Marbache ist noch ungeklärt. Mar- (französisch: marais) stammt vermutlich aus dem Keltischen (= Sumpf oder Teich). Dass die Endung -bache auf das germanische Bach zurückgeht, wird von einigen Forschern bezweifelt, weil der Ort sich mindestens 40 Kilometer südwestlich der alten romanisch-germanischen Sprachgrenze befindet.
In alten schriftlichen Quellen finden sich für den Ort folgende Bezeichnungen: Mahrwogicca (797 im Kopialbuch der Abtei Gorze), Merbechia (896 bei Zwentibold), Marbage (1181) sowie Marbaiche (1333).

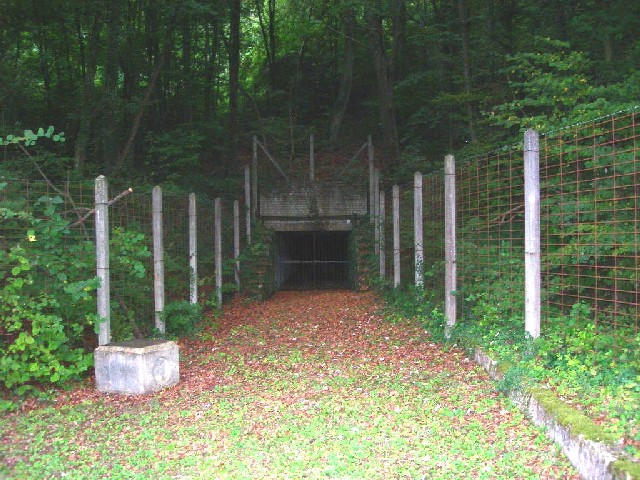
Ehemaliger Eingang zur Eisenerzmine Marbache

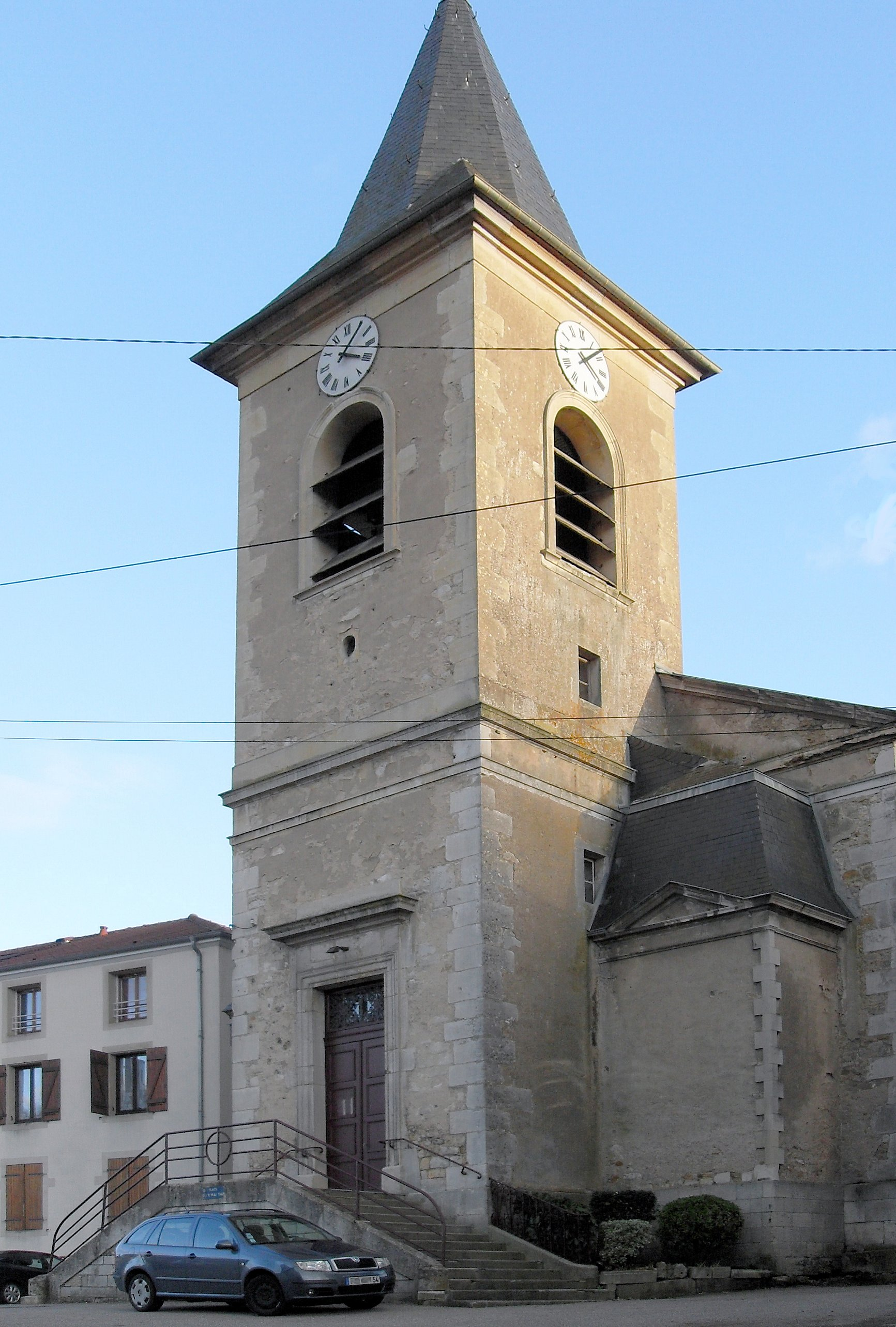
Kirche St. Gangolf in Marbache

Im Wald von Marbache entstand im 12. Jahrhundert ein Priorat der Prämonstratenserabtei Pont-à-Mousson. Reste dieses Le Ménil genannten Baues sind heute noch erhalten, insbesondere das Eingangsportal mit der Inschrift der Jahreszahl 1141. Die Mönche betrieben unter anderem eine Mühle, an die wie auch an das Eingangsportal der Priorei heute noch im Wappen der Gemeinde erinnert wird.
Im Dorf Marbache, das von der Landwirtschaft und vom Weinbau lebte (85 Hektar Rebfläche im Jahr 1888), begann um 1850 ein neuer Abschnitt in der Geschichte mit dem Bau der Bahnlinie von Metz nach Nancy. Bei Aushubarbeiten zum Auffüllen des Gleisbettes im engen Moseltal wurde eisenerzhaltiges Gestein gefunden. Die neu entstandene Eisenerzmine versorgte die Gießerei im nahen Pont-à-Mousson und ermöglichte dort den Aufstieg der metallurgischen Industrie.
Die Einwohnerzahl von Marbache stieg in den Jahren nach Eröffnung der Mine signifikant: während 1841 noch 673 Einwohner gezählt wurden, waren es 1881 bereits 1210 Einwohner.
Aufgrund des zu geringen Eisenanteiles im Erz endete der Eisenerzabbau im Jahr 1957. Die Eingänge zu den ehemaligen Stollen sind heute verschlossen und gesichert.

### Bevölkerungsentwicklung
| Jahr      | 1962 | 1968 | 1975 | 1982 | 1990 | 1999 | 2006 | 2013 | 2021 |
| --------- | ---- | ---- | ---- | ---- | ---- | ---- | ---- | ---- | ---- |
| Einwohner | 1632 | 1683 | 1751 | 1768 | 1808 | 1717 | 1757 | 1730 | 1677 |

Im Jahr 1990 wurde mit 1808 Bewohnern die bisher höchste Einwohnerzahl ermittelt. Die Zahlen basieren auf den Daten von cassini.ehess und INSEE.

## Wirtschaft und Infrastruktur
Marbache ist heute vor allem Wohnort vieler Pendler in die Gewerbegebiete im Moseltal sowie in Nancy. In der Gemeinde sind sechs Landwirtschaftsbetriebe ansässig (Getreideanbau, Ziegen- und Schafzucht). Daneben bestehen im Ort kleinere Handwerks- und Dienstleistungsbetriebe.
In der Gemeinde gibt es ein Ärztehaus, eine Apotheke, einen Friseur und zwei Bäckereien. Marbache ist darüber hinaus Kindergarten- und Grundschulstandort.
Marbache liegt an der Fernstraße D 667 von Nancy nach Pont-à-Mousson, die dem Tal der Mosel folgt. Parallel dazu verläuft die Autobahn A31 mit einem Anschluss unmittelbar nordöstlich der Gemeinde Marbache. Durch den Kernort führt die Départementsstraße D 907 vom Moseltal in Richtung Westen in das 47 Kilometer entfernte Saint-Mihiel im Tal der Maas. Der Bahnhof Marbache liegt an der Bahnlinie Frouard-Novéant (als Teil der Verbindung Nancy-Metz), die vom TER Lorraine betrieben wird.

## Belege
1. ↑  Jean Dautrey: Geschichte von Marbache. In: marbache.fr. Archiviert vom Original (nicht mehr online verfügbar) am 24. März 2012; abgerufen am 13. März 2011 (französisch).
2. ↑  Statistik. In: cassini.ehess.fr. Abgerufen am 13. März 2011 (französisch).
3. ↑  Marbache auf cassini.ehess.fr
4. ↑  Marbache auf insee.fr
5. ↑  Landwirtschaftsbetriebe auf annuaire-mairie.fr (französisch)
6. ↑  Wirtschaftsleben auf marbache.fr. Archiviert vom Original (nicht mehr online verfügbar) am 24. März 2012; abgerufen am 13. März 2011 (französisch).